# Lantarón (despoblado)
Lantarón es un despoblado que actualmente forma parte del concejo de Sobrón, que está situado en el municipio de Lantarón, en la provincia de Álava, País Vasco (España).

## Localización
Estaba situado en la confluencia del barranco de Malluerca y el río Ebro, cerca del balneario de Sobrón.

## Historia
Documentado desde el año 813, se desconoce cuándo se despobló. 
En la actualidad en sus tierras sólo queda la Ermita de Nuestra Señora de Lantarón.